# Idalys Ortiz
Idalys Ortiz Bocourt (Pinar del Río, 27 de setembro de 1989) é uma judoca cubana.
Disputando na categoria acima de 78 kg, obteve a medalha de bronze dos Jogos Olímpicos de Pequim 2008. Foi também medalha de bronze nos Campeonatos Mundiais de Roterdã 2009 e Tóquio 2010.
Na edição de 2013 finalmente obteve o título mundial, ao vencer na luta final a brasileira Maria Suellen Altheman.
Em 2011 foi campeã de sua categoria nos Jogos Pan-Americanos de 2011. Em 2012 ganhou a medalha de ouro nos Jogos Olímpicos de Londres ao vencer a japonesa Mika Sugimoto por decisão das bandeiras.